# Loricalepis
Loricalepis é um género botânico pertencente à família Melastomataceae.